# James Hetfield

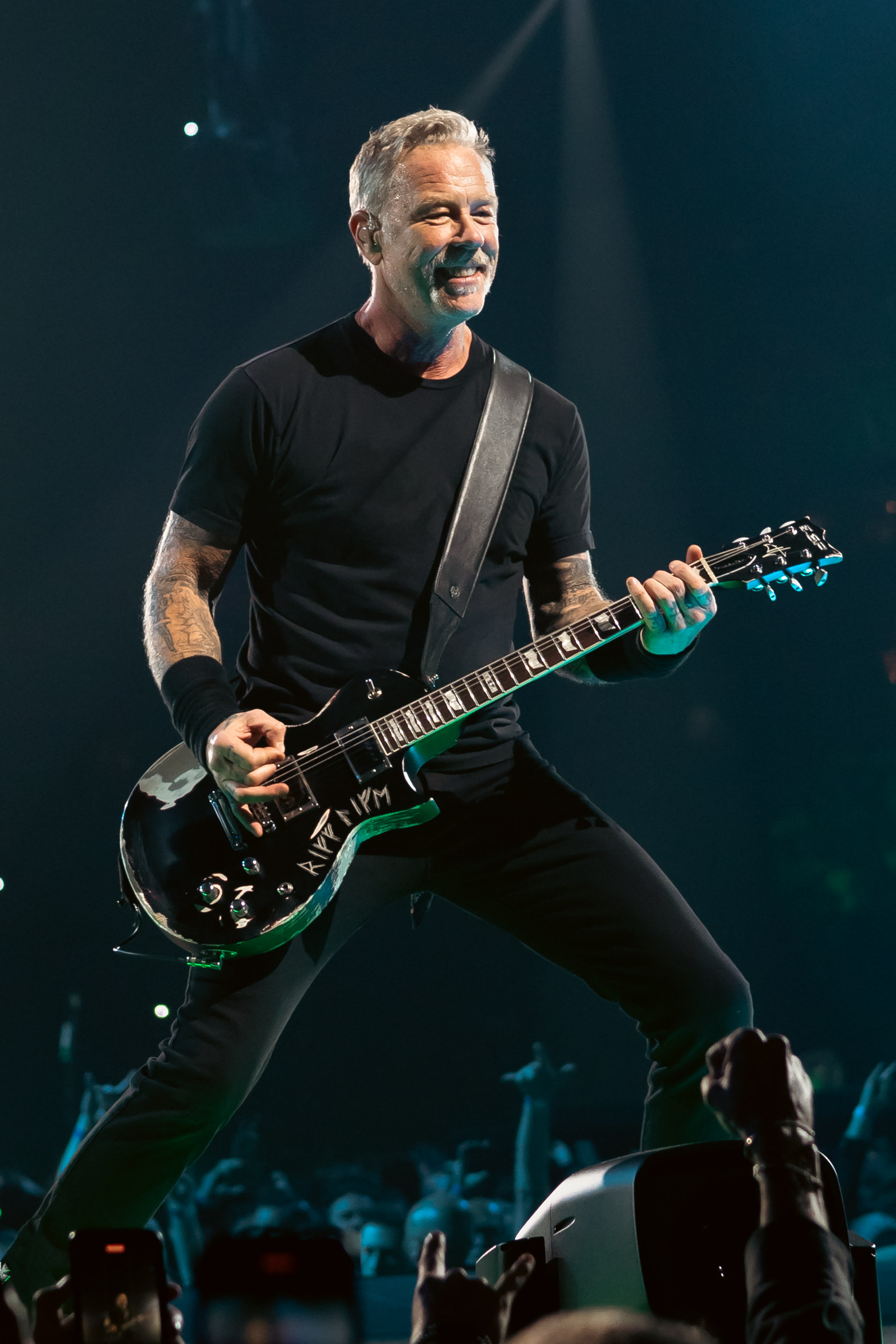
James Hetfield (2023)

James Alan Hetfield (* 3. August 1963 in Downey, Kalifornien) ist ein US-amerikanischer Musiker. Er ist bekannt als Leadsänger, Rhythmusgitarrist und einer der Songwriter der Metal-Band Metallica, die er 1981 mitgründete.

## Leben und Karriere
James Alan Hetfield ist der Sohn des Truckers Virgil Hetfield und seiner Frau Cynthia Hetfield, einer Opernsängerin. Die Eltern waren Mitglieder der Christian Science. Beide Eltern erkrankten an Krebs, lehnten aufgrund ihrer religiösen Überzeugungen medizinische Behandlungen jedoch ab. Cynthia Hetfield verstarb 1979 an ihrer Erkrankung, die religiöse Gemeinschaft verbot James Hetfield die Trauer um seine Mutter. Diese Erfahrungen prägten Hetfields Einstellung zum Christlichen Fundamentalismus und spiegeln sich in seinen späteren Songs wie The God that Failed oder The Unforgiven wider. Virgil Hetfield erlag 1996 im Beisein seines Sohnes seinem Krebsleiden. Den Krebstod der Eltern verarbeitete er unter anderem im Song "Until It Sleeps".
Im Alter von neun Jahren nahm James Hetfield Klavierstunden. Dann fing er an, auf dem Schlagzeug seines älteren Bruders David zu spielen, bevor er die Gitarre für sich entdeckte. Mit der neu entdeckten Liebe zur Gitarre und der Band Obsession setzte sich Hetfield das Ziel, Rockstar zu werden. Die Band bestand aus den Veloz-Brüdern an Bass und Schlagzeug und Jim Arnold ebenfalls an der Gitarre. Seine Freunde Ron McGovney und Dave Marrs wurden die Techniker der Band.
Nach dem Umzug nach Brea ging James auf die dortige Highschool. Dort lernte er den Schlagzeuger Jim Mulligan und den Gitarristen Hugh Tanner kennen. Mit ihnen gründete er seine zweite Band Phantom Lord. Nachdem er die Highschool abgeschlossen hatte, ging James zurück nach Downey, wo er mit Ron McGovney zusammenzog. James brachte Ron das Bassspielen bei und überredete ihn, bei Phantom Lord einzusteigen. Kurz darauf wurde Phantom Lord in Leather Charm umbenannt. Mit der Gruppe nahm James sein erstes Demo auf. Schließlich begann sich die Band langsam aufzulösen, nachdem Schlagzeuger Mulligan ausstieg.
Zu dieser Zeit schaltete der dänische Schlagzeuger Lars Ulrich 1981 eine Zeitungsanzeige, um Bandmitglieder zu finden. Hetfield war der einzige, der sich auf diese Anzeige meldete. Jedoch konnte man sich nicht über eine Band-Gründung einigen. Erst ein Jahr später kamen die beiden wieder zusammen, als Ulrich auf einen Band-Zusammenschluss drängte. Schließlich gründeten sie die Band Metallica.
Während der Aufnahmen für das Album St. Anger ab 2002 ließ sich Hetfield in eine Reha-Klinik einweisen, um seine Alkoholsucht behandeln zu lassen. Er wurde nach elf Monaten aus der Klinik entlassen und arbeitete weiter am Album. Hetfield war nach eigenen Angaben trocken und auch entschlossen, dies zu bleiben. Diese Phase wurde in dem Dokumentarfilm Metallica: Some Kind of Monster festgehalten. 2019 musste eine geplante Tournee nach Australien und Neuseeland abgesagt werden, da Hetfield einen Rückfall erlitten hatte und sich in Behandlung begeben musste.
Hetfield war von 1997 bis August 2022 in erster Ehe mit der gebürtigen Argentinierin Francesca verheiratet und hat mit ihr zwei Töchter und einen Sohn, deren Namen er als Tätowierung auf der Brust trägt. Er ist Mitglied der National Rifle Association, leidenschaftlicher Trophäenjäger und Sprecher der Dokumentationsserie The Hunt des History Channels, in der es um die Jagd von Kodiakbären geht.
Künstlerisch beeinflussten ihn unter anderen Black Sabbath, Ted Nugent, The Misfits, Diamond Head, Rush, Kiss, Iron Maiden, Angel Witch und Motörhead.

### Songwriting bei Metallica

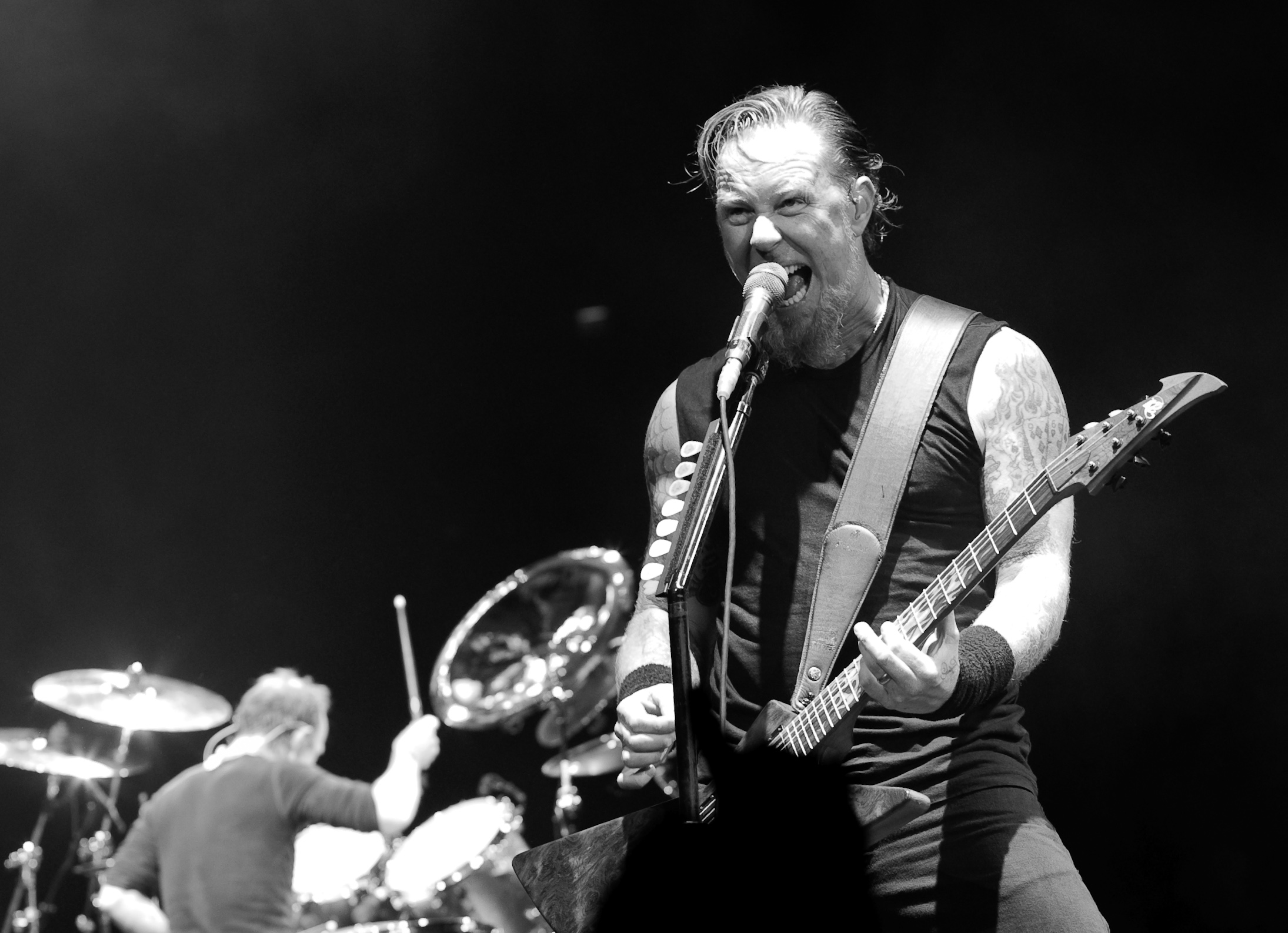
Hetfield im September 2008

Hetfield ist gemeinsam mit dem Schlagzeuger Lars Ulrich an der Endfassung aller Metallica-Stücke beteiligt; andere Bandmitglieder lieferten vor dem Album St. Anger allenfalls Teilbeiträge. Die einzigen Ausnahmen von dieser Regel stellten Cliff Burtons Bass-Solostück Anesthesia (Pulling Teeth) sowie das nur Hetfield attributierte "Motorbreath" auf Kill ’Em All dar. Bis 2003 stammten zudem – abgesehen vom gesprochenen Text des weitgehend instrumentalen Stücks "To Live Is To Die" – sämtliche Liedtexte aus Hetfields Feder.
In vielen Liedern arbeitete Hetfield die Krebstode seiner Eltern auf. Er wuchs in einer strengen Christian-Science-Familie auf. Manche Anhänger der Christian Science verzichten auf medizinische Hilfe, weil sie Hilfe und Heilung von Gott erwarten. Das verarbeitete er in The God That Failed. Er leidet sehr darunter, dass seine Eltern, die beide an Krebs gestorben sind, keine medizinische Hilfe wollten und darum sehr bald starben. Im Lied Until It Sleeps singt Hetfield über den hinterhältigen Krebs und in Mama Said beklagt er den frühen Verlust seiner Mutter, die starb, als er erst sechzehn war. Das Stück Leper Messiah prangert geldgierige (Sekten-)Prediger an.
In einem Interview mit dem deutschen Alternative-Rock-Magazin Visions erklärte Hetfield im Juni 2008 aus Anlass der bevorstehenden Veröffentlichung des Metallica-Albums Death Magnetic in Bezug auf seinen Schreibstil von Songtexten: „Ich will Nick Cave sein! Ich will Tom Waits sein! Ich will diese verrückten Geschichten schreiben und jedes verdammte Wort – sagen wir 'Regenschirm' – kunstvoll klingen lassen. Regenschirm! Siehst du: Es geht nicht! Ich klinge wie ein Idiot, wenn ich das sage.“
Der Rolling Stone listete Hetfield 2011 auf Rang 87 der 100 größten Gitarristen aller Zeiten.

### Spielstil
James Hetfield gilt als rhythmisch sehr präziser Gitarrist und ist dafür bekannt, selbst schnelle Achtelriffs wie in Master of Puppets nicht im Wechselschlag, sondern mit konstantem Downstroke Picking zu spielen, was große Anforderungen an die Kondition des Instrumentalisten stellt.

“It was always a kind of contest – who could down-pick the fastest – and mostly it was a battle between me and Lars, actually. It's a hard thing to do well, because your timing has got to be dead on. If you're playing eighth or sixteenth notes then you’ve got to get cooking. A lot of practice is called for to build up your strength. A lot of wanking too!”

„Es war immer eine Art Wettbewerb – darum, wer am schnellsten downpicken konnte – und meist war es im Grunde ein Kampf zwischen mir und Lars. Es ist schwierig, das gut hinzubekommen, denn dein Timing muss genau stimmen. Wenn du Achtel- oder Sechzehntelnoten spielst, musst du dich anstrengen. Viel Übung ist nötig, um Kraft aufzubauen. Und auch viel Wichsen!“

Obwohl er bei Metallica die Rolle des Rhythmusgitarristen innehat, ist Hetfield gelegentlich auch auf Studioaufnahmen als Solist zu hören (so z. B. bei Nothing Else Matters und Turn the Page) und spielt bei Liveauftritten zusammen mit Leadgitarrist Kirk Hammett häufig mehrstimmige, auch schnellere Sektionen.
Genau wie Hammett verfügt Hetfield über ein ESP-Guitars-Endorsement und hat sich mehrere Signature-Modelle anfertigen lassen, unter anderem im Stil von Gibson-Explorer-, Gibson-Flying-V- sowie Gibson-Les-Paul-Gitarren. Neben den ESP-Instrumenten verwendet er unter anderem auch die Modelle von Gibson.

### Gastauftritte und Solo
Mit folgenden Bands trat Hetfield in Konzerten auf:
- Faith No More: „War Pigs (Black-Sabbath-Cover)“ in Sacramento, 1989[9]
- Queen und Tony Iommi: „Stone Cold Crazy“ beim Freddie Mercury Tribute Concert 1992 (mit den restlichen Mitgliedern von Queen und Tony Iommi von Black Sabbath)[10]
- Motörhead: „Overkill“[11]
- Alice in Chains: „Would?“ bei Rock am Ring 2006[12]
- Sweet Savage: „Killing Time“ in Dublin 2008[13]
- Machine Head: „Aesthetics of Hate“ in Köln & Oberhausen 2009[14]
- Apocalyptica: „One“ & „No Leaf Clover“ in San Francisco 2011[15]

Mit folgenden Bands musizierte er im Studio:
- Danzig: „Twist of Cain“ (Backgroundgesang)[16]
- Danzig: „Possession“ & „Am I Demon?“ (Backgroundgesang)[17]
- Corrosion of Conformity: „Man or Ash“ (Backgroundgesang)
- Jim Martin (ehem. Gitarrist von Faith No More): „Milk & Blood“ (Backgroundgesang)
- Primus: „Eclectic Electric“ auf dem Album Antipop (zusammen mit Jim Martin und Primus)
- Gov’t Mule: „Drivin Rain“ (für das Album Crank It Up! Nascar FOX Soundtrack)[18]

Folgende Songs nahm er solo auf:
- Don’t You Think This Outlaw Bit’s Done Gone Out of Hand (aufgenommen für das Waylon Jennings Tributealbum I’ve Always Been Crazy)

Neben verschiedenen Gastauftritten spielte Hetfield auch lange Zeit in der Band Spastik Children als Schlagzeuger, in der auch Cliff Burton (damals Bassist bei Metallica) vertreten war.
Außerdem sang er bei dem Kinofilm zur US-Comicserie South Park das Stück Little Boy, You’re Going to Hell und trat 2019 als Schauspieler in der Nebenrolle des Officer Bob Hayward in Joe Berlingers Spielfilm Extremely Wicked, Shockingly Evil and Vile über den Serientäter Ted Bundy auf.

## Sonstiges
2008 wurde Hetfield in einem Interview des Senders 3sat mit dem Gerücht konfrontiert, dass unter anderem auch Lieder von Metallica in dem Gefängnis Guantanamo Bay benutzt wurden, um die Insassen zu foltern. Hetfield zeigte sich amüsiert, war stolz, dass die Verantwortlichen Lieder seiner Band ausgesucht hätten, und sagte, dass die Band versuche, so unpolitisch wie möglich zu sein.
James Hetfield kooperiert unter dem Markennamen Blackened (benannt nach dem gleichnamigen Metallica-Song) mit Herstellern von Whiskey und zuletzt Zigarren, die unter diesem Label vertrieben werden.